# Дардистан

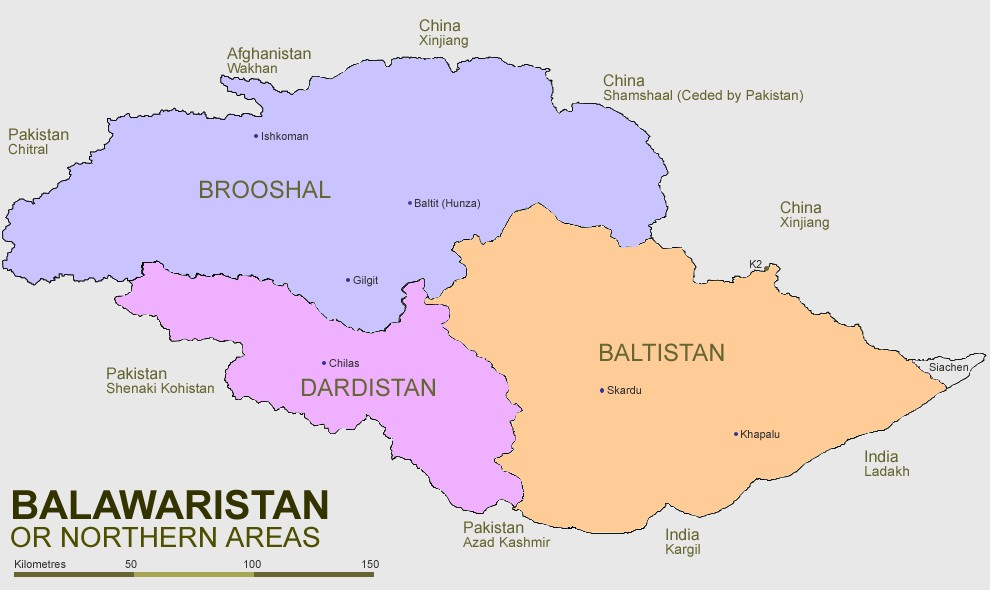
Карта Дардистану

Дардистан (персько-арабська: داردستان) — це назва, придумана Готлебом Вільгельмом Лайтнером для північних частин Пакистану, Кашміру та деяких районів північно-східного Афганістану. Цей регіон заселений так званими дардами. Територія включає в себе Читрал, верхів'я річки Панджкора, Кохістан, а також частину Гілгіту.

## Історичне походження
Геродот (102—105) був першим автором, який розповів про країну Дарда, поміщаючи її між Кашміром і Афганістаном. «Інші індуси — ті, хто проживає на кордонах міста Каспаторос в країні Пакус». Каспарос — очевидно Кашмір, Пакус — пуштуни або афганці.
Також є посилання в Махабхараті, де ця територія згадує данину, принесеного націями півночі одному з синів Панду.
Дарада і Гімаванта були тими областями, у які Будда послав своїх місіонерів.
Долина Гілгіт була вперше досліджена європейцями Гейвордом, якого тут убили у 1870 році, і Лейтнером, якого уряд Пенджабу послав туди у 1864 році для проведення лінгвістичних досліджень. Перша експедиція під керівництвом Адольфа фон Шлагінтвайта зазнала невдачі у 1856 році через повстання у Гілгіті.